# École des canards mandarins et des papillons

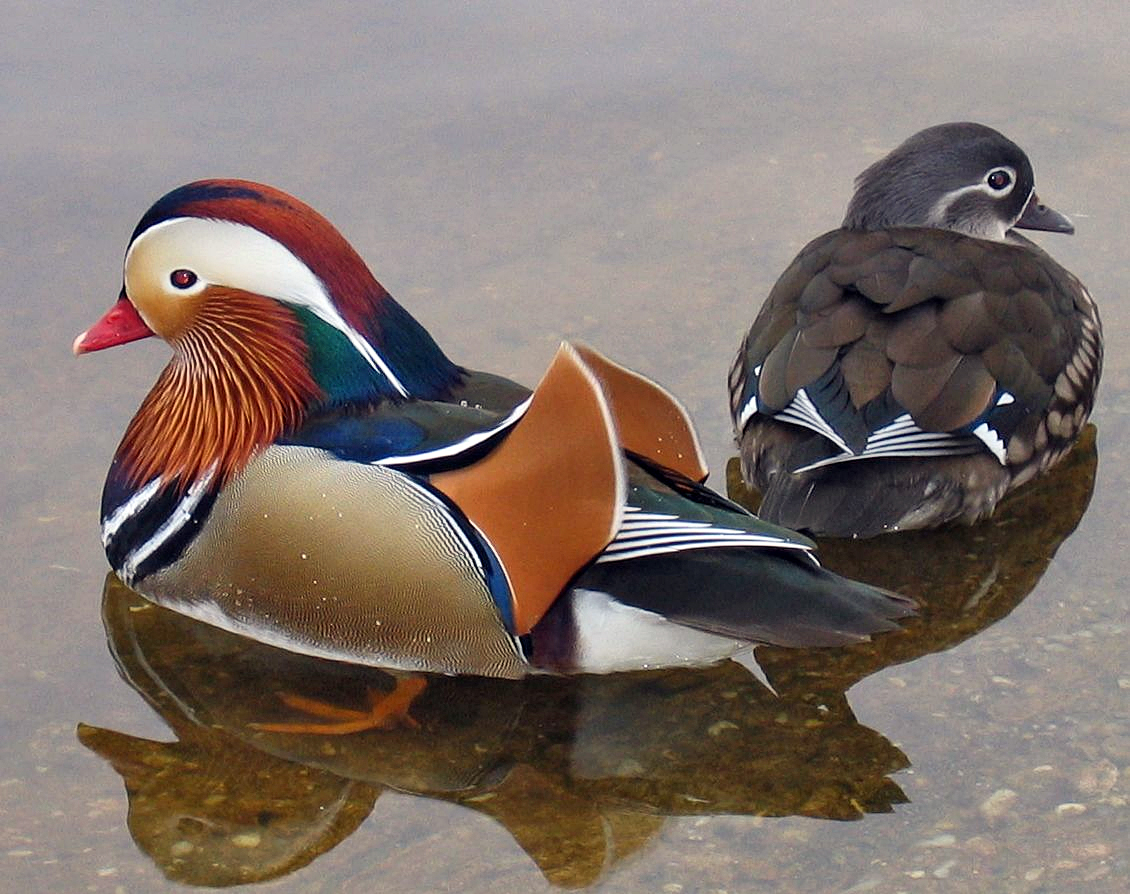
Un couple de canards mandarins, symbole des amoureux inséparables.

L’École des canards mandarins et des papillons (chinois 鴛鴦蝴蝶派, yuanyang hudie pai) est un mouvement littéraire chinois, né à la fin du xixe siècle, florissant jusqu'à la fin des années 1930.
Le nom de ce mouvement littéraire est dû à un cliché, celui des « canards mandarins » et des « papillons », utilisé pour désigner les couples d'amoureux. Il est tiré d'un roman de Xu Zhenya (zh) (1889-1937), Le Fantôme de la poire de jade (ou L'Âme du poirier en jade (zh), chinois 玉梨魂, Yuli hun, 1911) et lui a été donné dans un sens péjoratif par les intellectuels du mouvement du 4 mai 1919.
Nombre d'intellectuels, espérant vivre de leur plume, surtout après la suppression des examens impériaux en 1905, se sont tournés vers ce genre de littérature dont la nouvelle bourgeoisie urbaine était friande. La plupart de ces romans sont écrits en chinois classique et ont pour thème une histoire d'amour entre un jeune homme méconnu et une jeune fille aux charmes éthérés. Malgré ses stéréotypes, cette littérature qui visait avant tout le succès commercial a aussi contribué au renouvellement de la littérature. C'est le cas dans les œuvres des deux écrivains les plus représentatifs du mouvement, Xu Zhenya et Su Manshu, à travers leurs préoccupations esthétiques et leur expression de la subjectivité.
Plus tardif, Zhang Henshui (1895-1967) est un autre grand représentant de ce genre, qui, mêlant aventures de cape et d'épée (wuxia xiaoshuo) et histoires d'amour, s'inscrit dans la lignée du roman traditionnel, alors que le réalisme de tradition occidentale s'impose par ailleurs.